# William Baylis
Pour les articles homonymes, voir Baylis.
William Baylis, né le 15 avril 1962 à San Francisco, est un skipper américain.

## Carrière
William Baylis participe aux Jeux olympiques d'été de 1988 à Séoul et remporte la médaille d'argent dans la catégorie du soling.
Il est également champion du monde de cette catégorie en 1986.